# Zderzenie samolotów nad Brocklesby
29 września 1940 doszło do zderzenia samolotów w powietrzu nad Brocklesby (Nowa Południowa Walia, Australia). Wypadek miał nietypowy przebieg, ponieważ dwa uczestniczące w nim samoloty Avro Anson z No. 2 Service Flying Training School RAAF pozostały złączone po zderzeniu i udało się nimi bezpiecznie wylądować. Obydwaj nawigatorzy wyskoczyli na spadochronach, krótko potem wyskoczył pilot dolnego Ansona. Pilot górnego Ansona pozostał w maszynie po tym jak stwierdził, że może kontrolować lot połączonych samolotów używając własnych powierzchni sterowych oraz nadal działających silników dolnej maszyny. Wylądował bezpiecznie na wybiegu dla koni w pobliżu Brocklesby. Wszyscy czterej lotnicy przeżyli wypadek, oba samoloty zostały uratowane i w różnych rolach wróciły do służby w siłach powietrznych.

## Szkoła lotnicza i szczegóły lotu

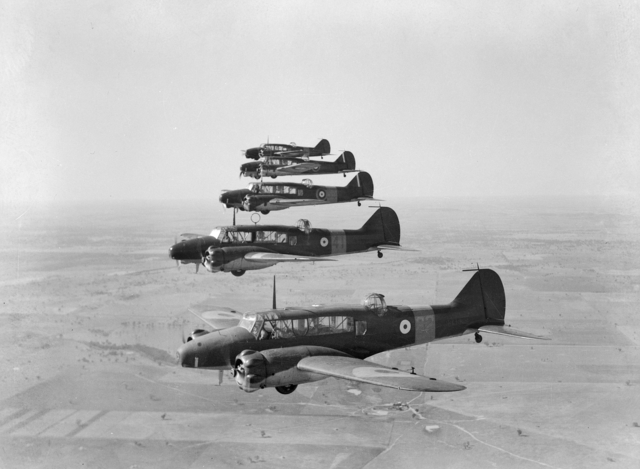
Ansony z No. 2 SFTS w formacji

No. 2 Service Flying Training School (No. 2 SFTS), bazowała w RAAF Station Forest Hill w pobliżu Wagga Wagga w Nowej Południowej Walii. Była jedną z dwunastu sformowanych w czasie II wojny światowej w ramach Commonwealth Air Training Plan szkół dla nowych pilotów. Po przejściu wstępnego szkolenia lotniczego w Elementary Flying Training School absolwenci trafiali na dalsze szkolenie w SFTS, które skupiało się na technikach lotu, potrzebnych później w służbie operacyjnej. W zakres doskonalonych umiejętności wchodziło latanie według przyrządów, loty nocne, dalekie loty nawigacyjne, wyższa akrobacja, latanie w formacji, bombardowanie w locie nurkowym i ćwiczenia strzeleckie. Budynki No. 2 SFTS znajdowały się nadal w budowie, gdy rozpoczęto pierwszy kurs szkoleniowy na samolotach Avro Anson 29 lipca 1940.
29 września 1940 dwa Ansony wystartowały z bazy lotniczej Forest Hill w celu wykonania lotu nawigacyjnego po trójkącie nad południową Nową Południową Walią. Pilotem samolotu z numerem bocznym N4876 był Leading Aircraftman Leonard Graham Fuller (wiek: 22 lata) z Cootamundra. Nawigatorem był Leading Aircraftman Ian Menzies Sinclair z Glen Innes (wiek: 27 lat). Pilotem samolotu z numerem bocznym L9162 był Leading Aircraftman Jack Inglis Hewson (wiek: 19 lat) z Newcastle. Nawigatorem był Leading Aircraftman Hugh Gavin Fraser (wiek: 27 lat) z Melbourne. Ich planowana trasa przebiegała najpierw przez Corowa, następnie przez Narrandera, a później z powrotem do Forest Hill.

## Wypadek i awaryjne lądowanie

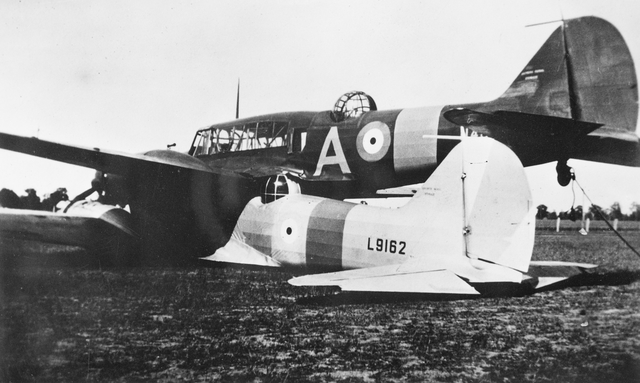
Samoloty leżące na ziemi

Ansony znajdowały się na wysokości 300 metrów nad miejscowością Brocklesby, w pobliżu Albury, gdzie miały wykonać zwrot. Fuller stracił z oczu samolot Hewsona znajdujący się pod nim i oba Ansony zderzyły się wśród „skrzypliwego jęku metalu i rozdzierania płótna”. Pozostały złączone ze sobą: Anson Fullera wbił się w grzbiet samolotu Hewsona. Oba silniki górnego samolotu wyłączyły się w momencie zderzenia, ale te z dolnego nadal działały na pełnej mocy i złączone samoloty rozpoczęły wolny lot po okręgu. Fuller odkrył, że może kontrolować „połączone w zwariowany sposób” samoloty używając swoich lotek oraz klap i rozpoczął poszukiwanie miejsca do lądowania. Obaj nawigatorzy, Sinclair i Fraser, wyskoczyli na spadochronach, wkrótce zrobił to samo pilot dolnego Ansona, który odniósł rany pleców, gdy śmigło górnego samolotu przecięło kadłub jego maszyny.
Po przeleceniu ośmiu kilometrów od miejsca zderzenia Fuller wylądował sczepionymi maszynami na dużym wybiegu dla zwierząt cztery mile na południowy zachód od Brocklesby, ślizgając się przez prawie 200 metrów po trawie. Na tyle, na ile Fuller mógł ocenić, lądowanie było lepsze od tych, które wykonał w czasie ćwiczeń na lotnisku Forest Hill poprzedniego dnia. Pełniący obowiązki jego dowódcy Squadron Leader Cooper uznał wybór lądowiska za perfekcyjny, a samo lądowanie ocenił jako cudowny wyczyn (ang. wonderful effort). Inspektor do spraw wypadków powietrznych RAAF-u, Group Captain Arthur „Spud” Murphy znalazł się wkrótce na miejscu zdarzenia, wraz ze swoim zastępcą Henrym Winnekem. Fuller powiedział Murphy’emu:

Zrobiłem wszystko co powiedziano mi bym zrobił w razie przymusowego lądowania – wylądować blisko jak to tylko możliwe miejsca zamieszkanego albo farmy, oraz, jeżeli to możliwe, lądować pod wiatr. Zrobiłem to wszystko. Jest tu farma, zrobiłem kilka okrążeń i wylądowałem pod wiatr. Samolot był jednak ciężki w pilotowaniu.

## Następstwa

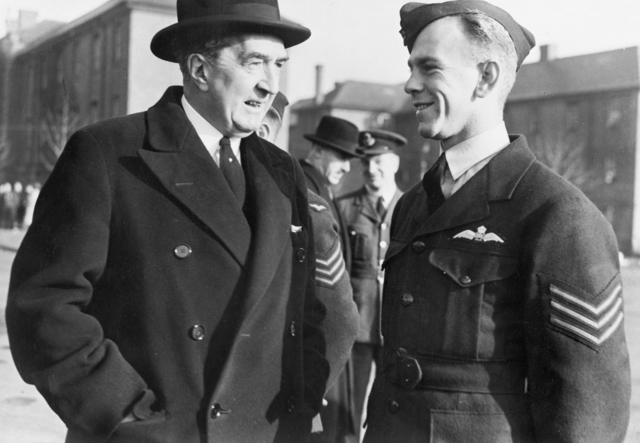
Sierżant Fuller z Wysokim Komisarzem Stanleyem Bruce’em w Londynie, 1941

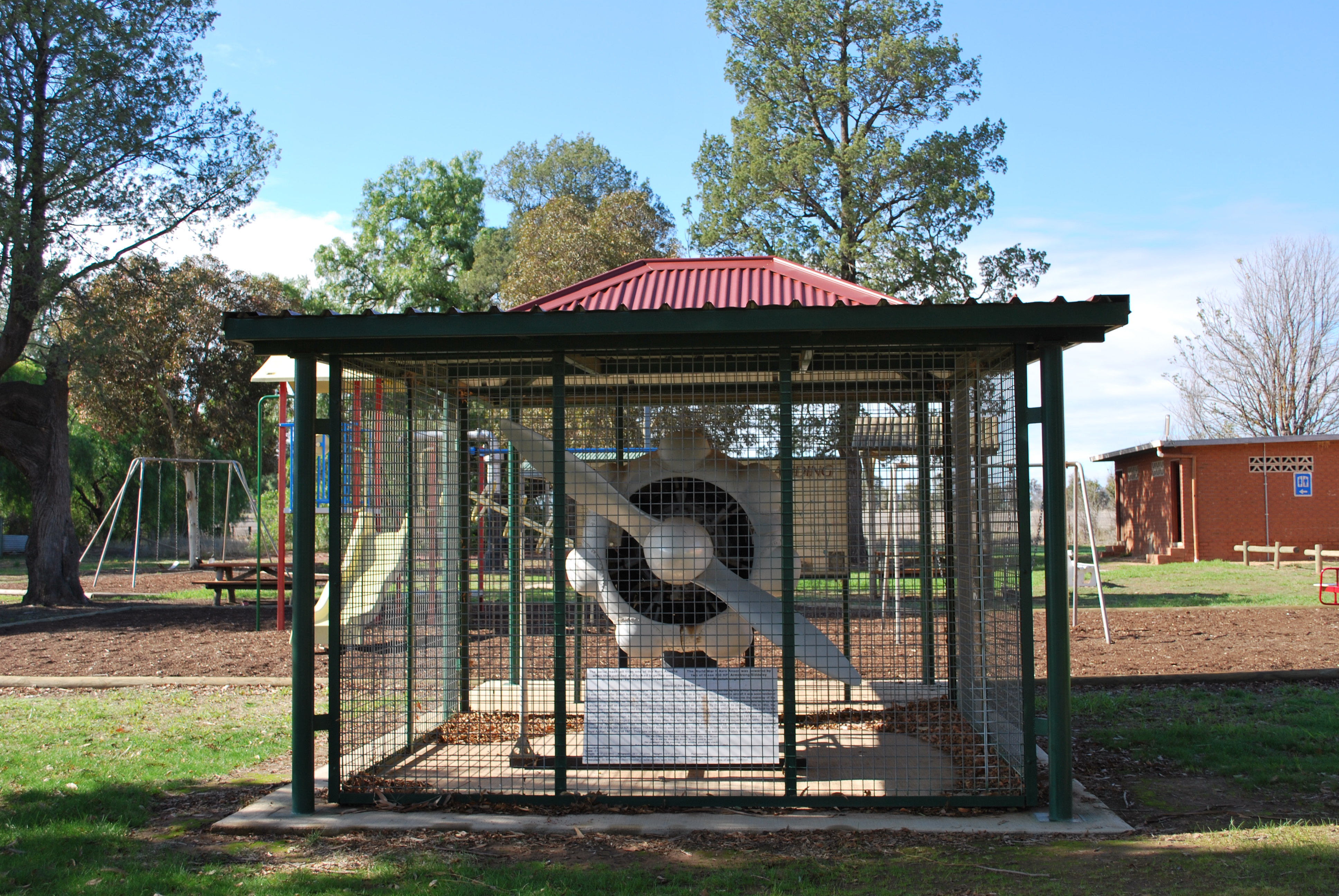
Pomnik w 2009

Przypadek bardzo nietypowego lądowania zwrócił uwagę prasy z całego świata i spowodował, że Brocklesby stało się znane. Oceniono, iż zapobiegając rozbiciu samolotów Fuller nie tylko oszczędził możliwych zniszczeń w Brocklesby, ale także uratował mienie wojskowe o wartości 40 000 funtów australijskich. Oba samoloty zostały wyremontowane. Górny samolot wrócił do latania, natomiast dolny był używany jako statyczna pomoc naukowa w szkoleniach. Hewson, po leczeniu w Albury District Hospital, wrócił do aktywnej służby, ukończył No. 2 SFTS w październiku 1940. Odszedł do rezerwy w 1946 jako Flight Lieutenant. Sinclair odszedł do rezerwy w 1945 także jako Flight Lieutenant. Fraser został wysłany do Wielkiej Brytanii, gdzie służył jako Pilot Officer w 206 dywizjonie RAF bazującym w Aldergrove w Północnej Irlandii. Wraz z trójką załogantów zginął 1 stycznia 1942, gdy w czasie rutynowego lotu szkoleniowego samolotem Lockheed Hudson uderzył w drzewo.
Fuller został po swoim udanym lądowaniu awansowany do stopnia sierżanta, ale także ukarany dwoma tygodniami zakazu opuszczania koszar za rozmowę o wypadku z gazetami bez zezwolenia. Ukończył No. 2 SFTS w październiku 1940, służył najpierw na Bliskim Wschodzie, następnie w Europie w 37 dywizjonie RAF. Został wyróżniony Distinguished Flying Medal za akcję nad Palermo (Włochy) w 1942 i otrzymał promocję oficerską wkrótce po odznaczeniu. Następnie został przeniesiony do Australii jako Flying Officer, instruktor w No. 1 Operational Training Unit w Sale w Wiktorii. Zginął w wypadku pobliżu Sale 18 marca 1944, gdy jadąc rowerem zderzył się z autobusem.
26 stycznia 2007, w czasie obchodów Australia Day odsłonięto pomnik wydarzenia z 1940 w postaci silnika Avro Ansona.